# 薬師見平

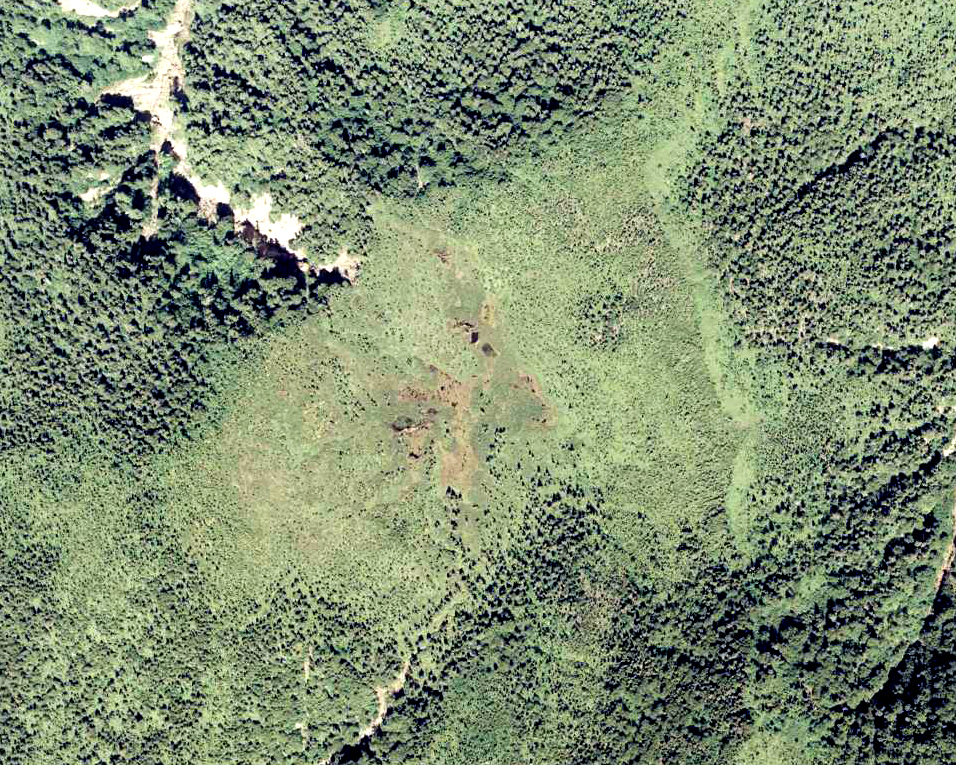
薬師見平の空中写真。1977年9月16日撮影。
。

薬師見平（やくしみだいら）は、富山県富山市にある高層湿原。飛騨山脈（北アルプス）中部の赤牛岳から北西に延びる尾根上、標高2,150 m付近に位置する。その名の通り、黒部川の対岸に大きく薬師岳がそびえる。
第四紀に活動していた火山群による溶岩台地であり、当地に分布する火山岩はデイサイトの組成を示している。

## アクセス
整備された登山道はなく、また周囲を黒部峡谷の断崖と北アルプスの岩稜、深いハイマツの藪に囲まれているため、アクセスは困難で、ルートファインディングや岩稜歩き、藪漕ぎなどの技術を含んだ高い登山能力を要する。

### 赤牛尾根ルート
赤牛岳からの尾根を下りるコースで、前半は浮石の多い岩稜歩き、後半は背丈を越えるハイマツやササなど密生した低木の藪こぎの行程となり、片道で13時間程度かかる。

### 上ノ廊下ルート
黒部峡谷の上ノ廊下にある口元ノタル沢などから沢登りにより薬師見平に至るルート。

### 旧高天原新道ルート
高天原を起点として、廃道となった高天原新道の跡を辿るルート。かつて登山道だったルートだが、どこが道であったかすらはっきりしないものであり、沢登りや藪漕ぎの高い技術を要する。片道17時間程度。